# Karoline de Souza
Karoline Helena de Souza (født 24. april 1990) er en brasiliansk håndboldspiller, der spiller for rumænske CS Minaur Baia Mare. Hun har tidligere spillet for Siófok KC, Hypo Niederösterreich, Team Tvis Holstebro, Nykøbing Falster Håndboldklub, Váci NKSE og Mosonmagyaróvári KC SE.